# Fallue

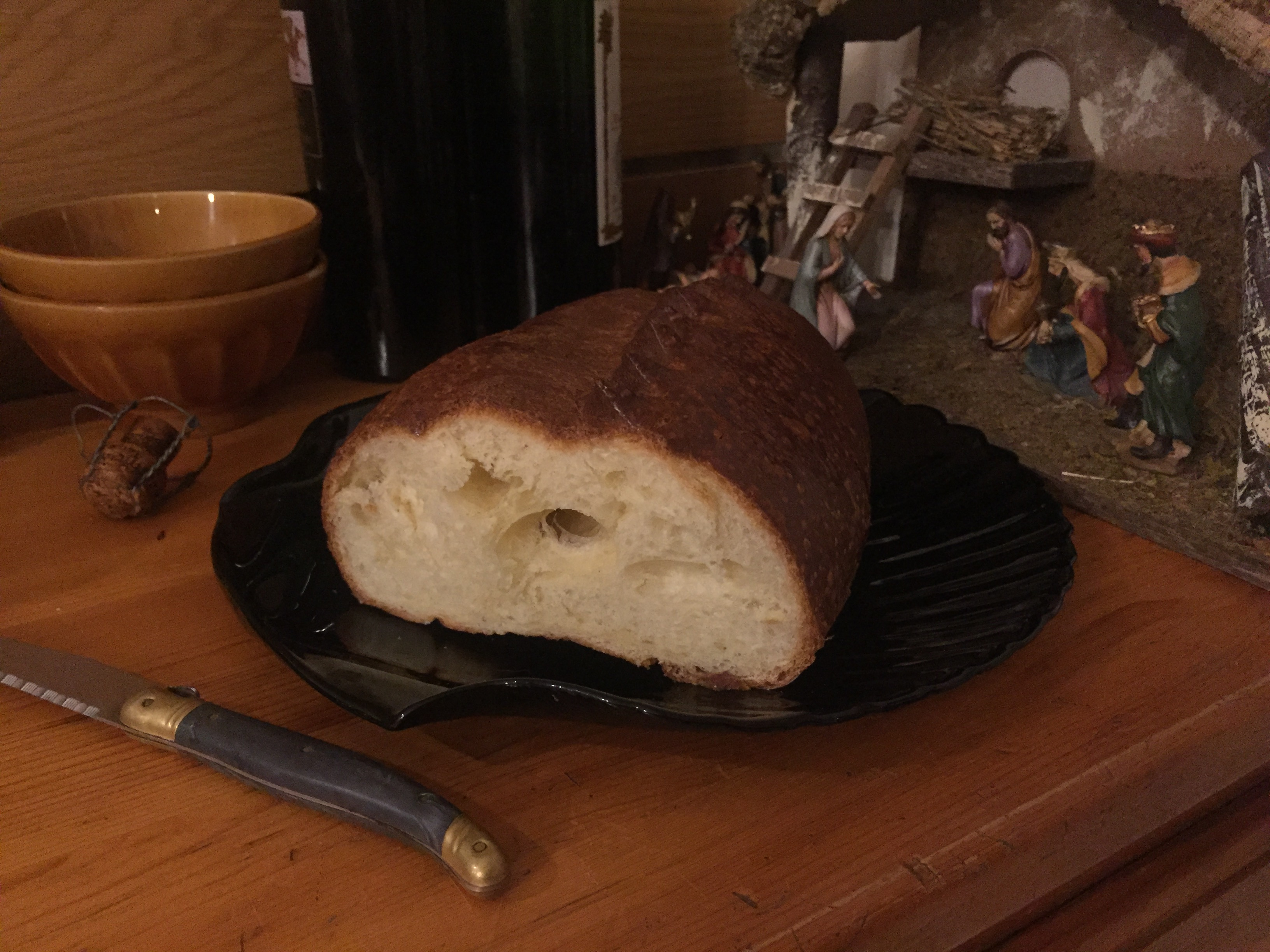
Un chanteau de fallue tranché pendant l'Avent.

La fallue (ou falue) est une spécialité culinaire de Normandie.
Il s’agit d’une brioche levée deux fois avant d’être cuite environ une demi-heure à four chaud dans un plat à hauts rebords spécialement destiné à son usage.
Cette brioche n'est pas moulée mais façonnée en forme de pain bâtard et entaillée aux ciseaux sur le dessus pour lui donner une forme de chapeau.
La fallue se déguste souvent avec la teurgoule, un dessert typiquement normand.

## Histoire
La fallue est une pâtisserie présente dans une bonne partie de la Normandie, en particulier le Bessin, le Saint-Lois, le Coutançais. Avant l’introduction de la galette des rois, on la servait également à l’occasion de la Tiphagne, c'est-à-dire l'Épiphanie, la fête des Rois.

## Étymologie
L’origine du terme viendrait du mot falle qui désigne l’« estomac », du vocable scandinave falur, signifiant « tube » en vieux norrois.

## Tradition
Les convives déclamaient en servant la fallue :
Voilà coupée la fallue,

Faut savoir qui est le Roi,

En chantant à tête nue,

En chantant tous d’une voix,

Le Roi boit, le Roi boit,

Le pain à Dieu, s’il vous plaît !